# 台中市公車7路
台中市公車7路行駛自雙十興進路口經長億高中至永成公園(永富街），由東南客運營運。本路線行經十九甲、大里產業園區、修平科技大學、慈明高中、長億高中等地區，為東南客運加入臺中市公車之第1條營運路線。

## 歷史
- 2011年11月1日：通車（臺中一中－慈明高中）。
- 2012年11月1日：原慈明高中之端點，延駛至「長億高中」，路線名稱變更為（臺中一中－長億高中）。
- 2012年12月1日：單向增加6個班次，雙向共計由原本60班增加至72班。
- 2014年5月1日：原長億高中之端點，延駛至「永成公園」，路線名稱不變，並調整發車班次，單向增加6個班次，雙向增加至84班。
- 2018年9月22日：配合鐵路高架化工程及縮短民眾步行距離，往永成公園方向取消「台中火車站（金沙百貨）」，改停「臺中火車站（臺灣大道）」。
- 2019年10月1日：配合政府計畫進行改點，並增開16:10往永成公園及17:20往台中一中之加班車。
- 2020年9月15日「臺中國小」回程站位更名為「臺中國小（臺中路）」
- 2021年1月9日：「光德中南巷」站更名為「幸福德隆」站；「中南巷」站更名為「太平親子館」站；「中南東巷」站更名為「工業德安街口」站。
- 2022年7月25日：「大智建成路口」更名為「大智市場 (大智路)」[1]。
- 2022年8月11日：往雙十興進路口方向加停「大智公園（大智路）」
- 2023年3月28日：因應駕駛人力調整，由每日40班次調減為30班次。
- 2023年8月11日：增設「大智公園（大智路）」雙邊站位。
- 2024年8月1日：調整發車時刻。[2]

## 路線基本資料
本車全程約13.5公里，行車時間約為50分鐘。
自雙十興進路口，經雙十路、建國路、台中路、建成路、大智路、日新路、新仁路、工業17路、工業路、仁化路、鳳凰路、光德路、長億六街到永成公園。
往永成公園(永富街）共36站，往雙十興進路口共37站。

### 時刻表
- 時刻表僅供參考，請以東南客運網站公告為準。時刻表更新時間為2025年3月1日起適用。

| 台中市公車7路時刻列表                                                                                            | 台中市公車7路時刻列表                                                                                            |
| --- | --- |
| 雙十興進路口發車                                                                                                 | 永成公園（永富街）發車                                                                                           |
| 平／假日 06:00、06:20、07:10、08:30、09:20、10:10、12:00、13:00、14:00、15:30、16:30、17:20、18:30、19:00、20:00 | 平／假日 06:00、07:10、07:40、08:30、10:10、11:00、12:00、14:00、15:00、16:00、17:00、17:50、18:30、20:00、21:00 |

### 收費
- 一般市區公車（1～999、綠1～綠4）：依里程計費，收費費率為［2.431×搭乘里程數×（1+5%營業稅）］元。
  - 於基本里程8公里內票價為全票20元、半票11元。
  - 兒童、老人、身心障礙者及其陪伴者依規定半票收費，半票收費費率為原收費費率的一半。
  - 市民限定交通卡：前10公里免費，超過10公里部分票價比照收費費率，且上限為10元。
- 小黃公車（黃1～黃25）：免費。
- 幸福公車（梨山1）：票價比照臺中市計程車收費費率，持電子票證刷卡全程免費。
- 市民小巴（市民小巴1～市民小巴4）：票價比照一般市區公車收費費率，持電子票證刷卡全程免費。

### 停站
- 參見右側站牌路線圖，綠色路段表示行駛優化公車專用道。

## 圖片集

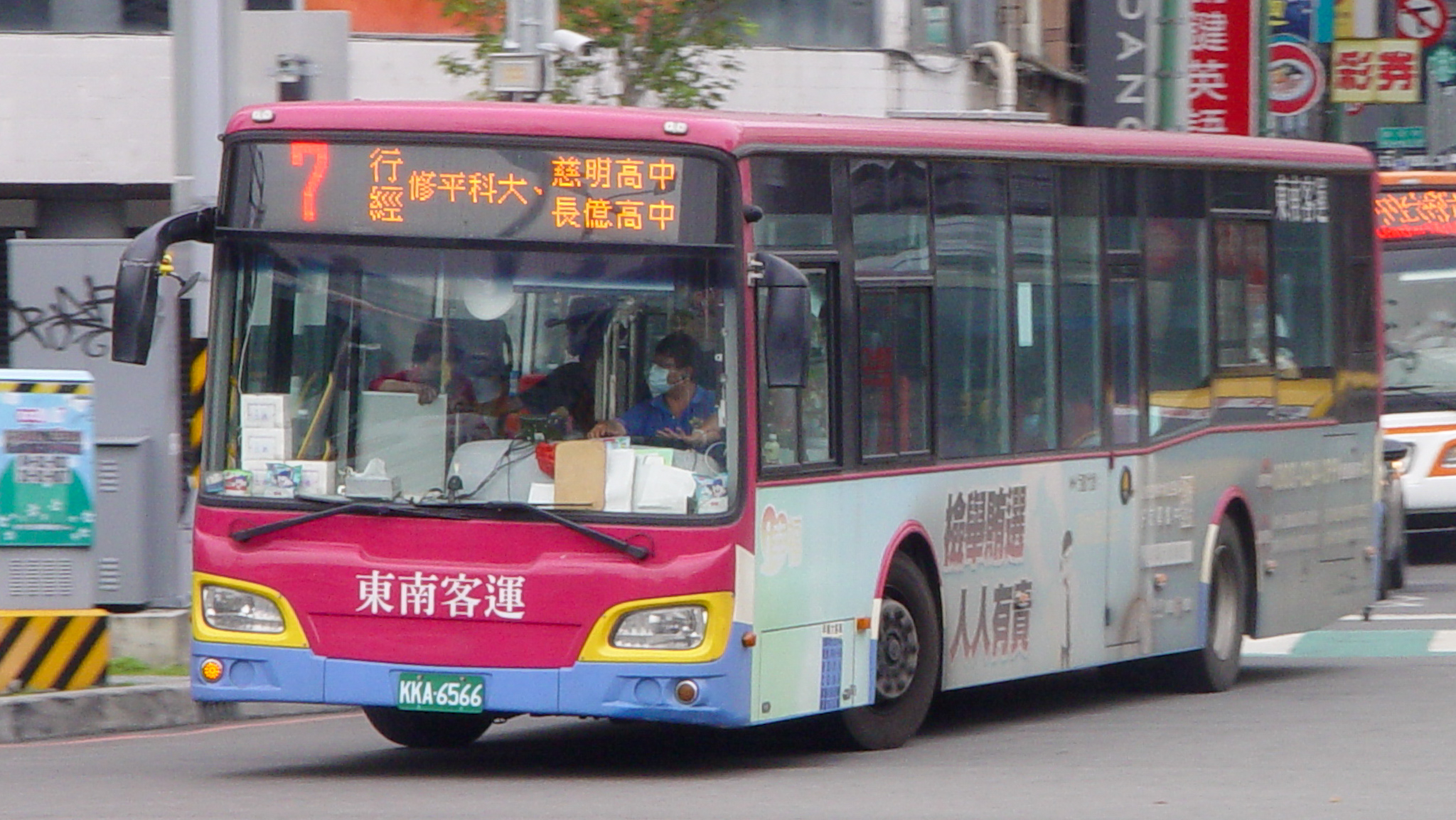
配置於本路線的HINO HS8JRVL-UTF低地板公車
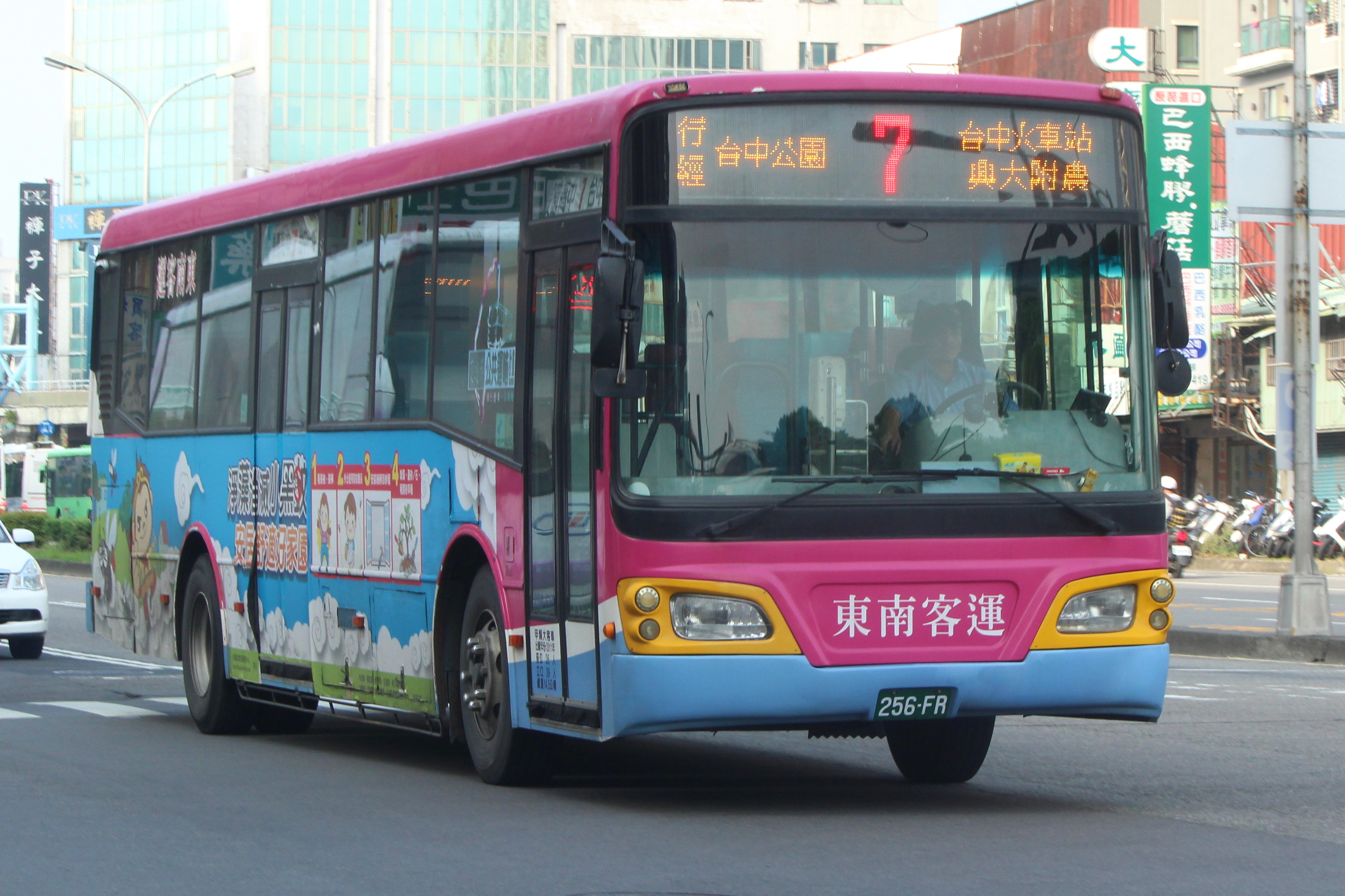
配置於本路線的HINO RK8JRSA高巴，本車已淘汰
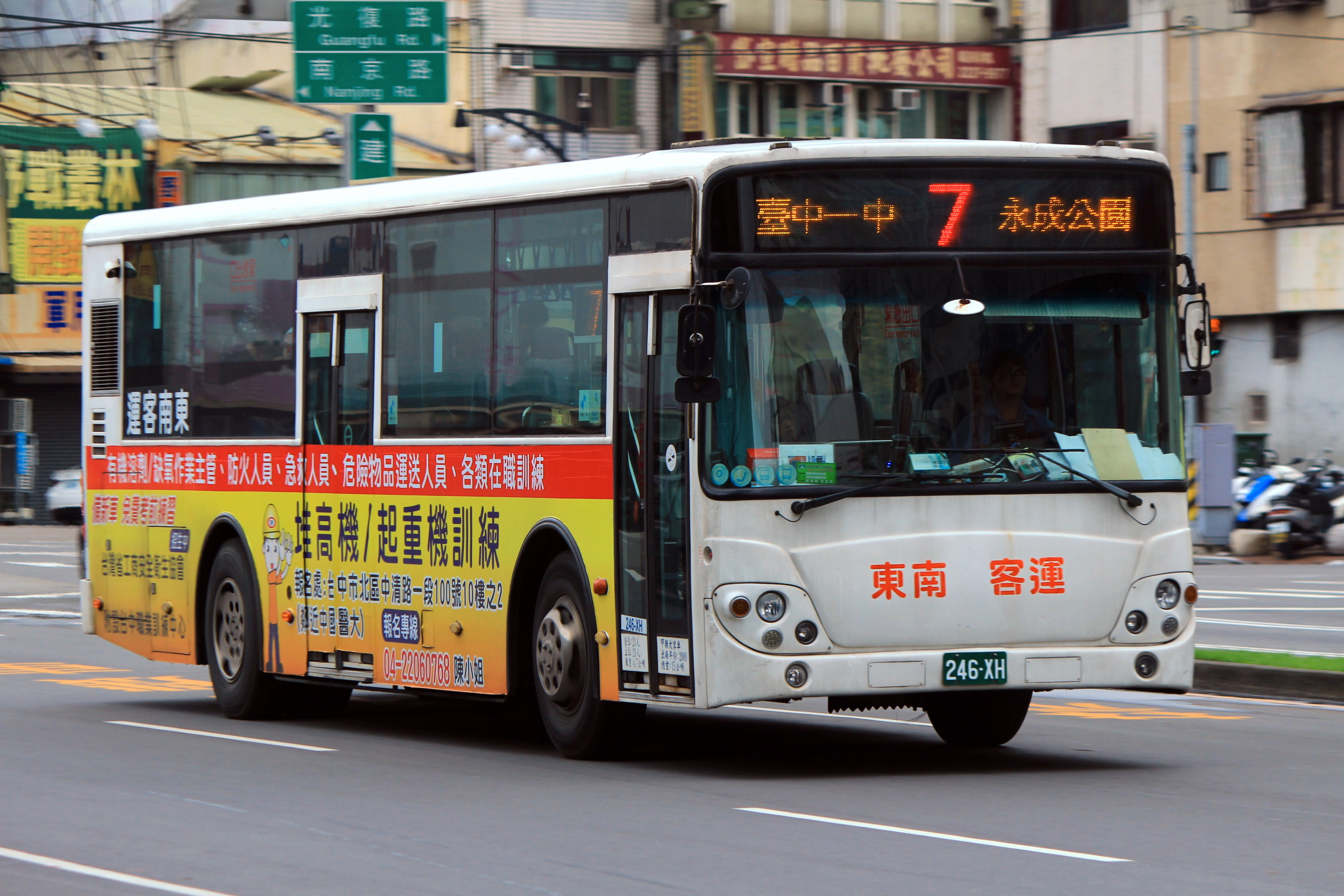
配置於本路線的DAEWOO BC211M高巴，本車已淘汰
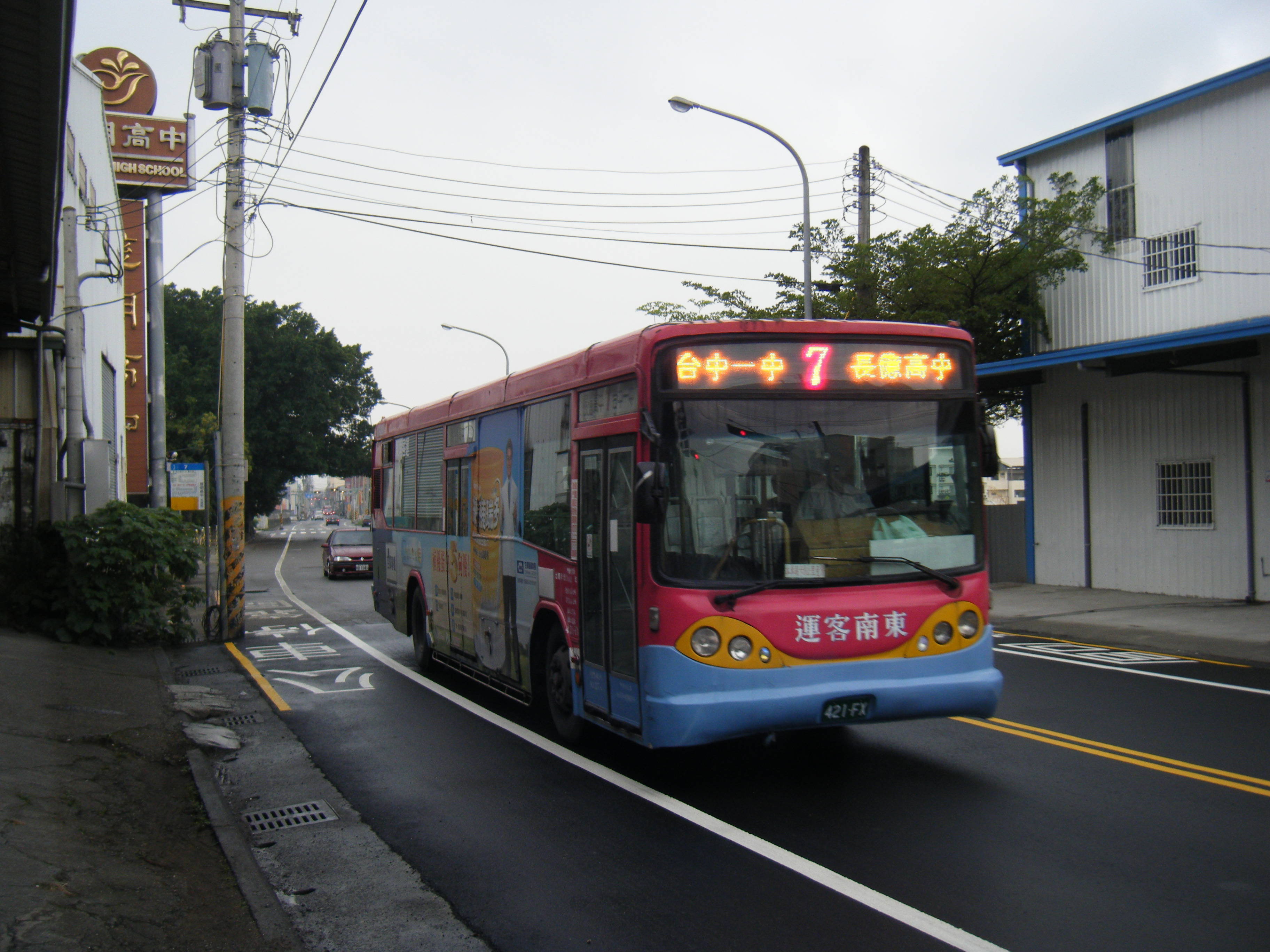
配置於本路線的HINO ERK2JRL高巴，本車已淘汰
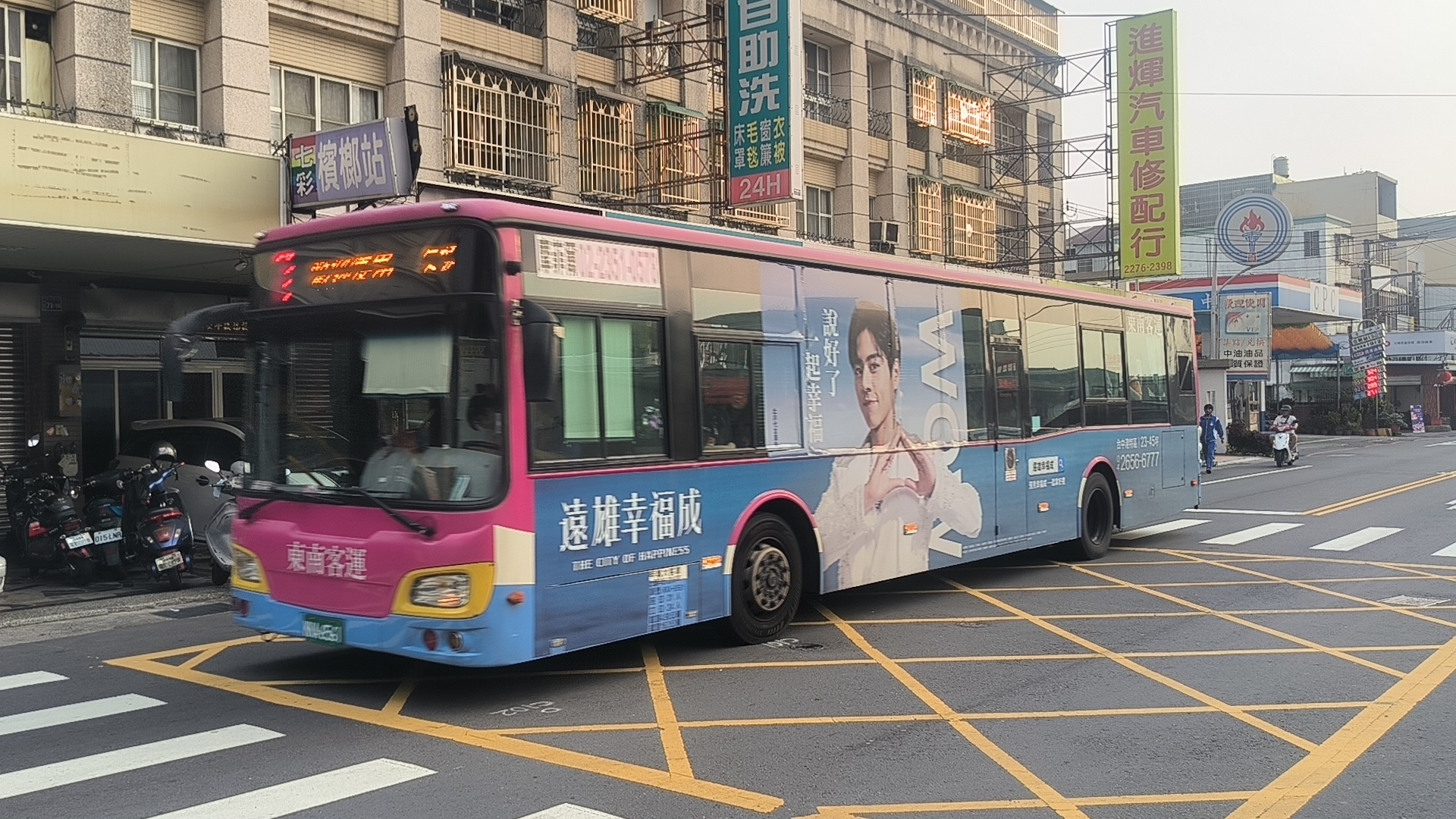
配置於本路線的HINO HS8JRVL-UTF低底盤公車